# Arevalo
Arevalo ist einer von sechs Stadtbezirken von Iloilo City, Hauptstadt der Provinz Iloilo, die auf der Insel Panay im westlichen Teil der Visayas auf den Philippinen liegt.
La Villa de Arevalo wurde im Jahr 1581 vom spanischen General Gonzalo Ronquillo de Peñalosa als Stadtgemeinde, zur Ehre seiner alten Heimatstadt Avila in Spanien, gegründet. Sie wurde von augustinischen Priestern christianisiert und galt einst als eine der größten Vororte im südlichen Teil von Panay, bekannt durch seine feinen Strände und Naturlandschaften. Im Jahr 1600 wurde die Stadtgemeinde für kurze Zeit von muslimischen Piraten aus Mindanao eingenommen, 1614 wieder von niederländischen Eroberern attackiert, welche schließlich von der spanischen Kolonialarmee wieder vertrieben wurden.
Seit 1937 ist Arevalo ein Stadtbezirk von Iloilo City.
Er verfügt heute über eine Universität und etliche öffentlichen Schulen.
Besondere Sehenswürdigkeiten sind die alten Kirchen und Kolonialbauten sowie die zahlreichen Resorts am Strand Villa Beach.
Koordinaten: 10° 41′ N, 122° 31′ O